# Де Ментон, Франсуа
Франсуа де Ментон (фр.  François de Menthon; 8 января 1900 — 2 июня 1984) — французский политик и профессор права. Главный обвинитель от Франции на Нюрнбергском процессе.

## До Второй мировой войны
Франсуа де Ментон родился в Монмире-ла-Виль, департамент Юра. Он был представителем старинного дворянского рода Ментонов из Ментон-Сен-Бернара, из которого происходил также Святой Бернард из Ментона. Вначале изучал право в Дижоне, где он присоединился к движению Католическое действие (ACJF). Он также учился в Париже. С 1927 по 1930 год был президентом ACJF, а также основателем молодёжного движения Jeunesse ouvrière chrétienne
В последние годы перед Второй мировой войной работал профессором политической экономии в Университете Нанси.

## Вторая мировая война
В 1939 году Франсуа де Ментон был мобилизован, став капитаном французской армии. В июне 1940 года он был тяжело ранен и захвачен в плен. Три месяца он провел в больнице в Сен-Дье, но бежал и в сентябре 1940 года присоединился к движению Французского Сопротивления в Верхней Савойе.
Ментон несколько раз встречался Жаном Муленом в своём родовом Ментонском замке. Он основал первую ячейку движения Сопротивления в Аннеси в ноябре 1940 года, и вскоре после этого ещё одну — в Лионе. Он также редактировал подпольную газету Liberté. Позднее стал лидером Комба. К концу 1941 года Франсуа-де-Ментон был арестован и помещён в тюрьму в Марселе, однако позднее был освобожден.
Покинув Францию в июле 1943 года он присоединиться к Шарлю де Голлю в Лондоне, и затем последовал за ним в Алжир, где Ментон служил комиссаром юстиции во Французском комитете за национальное освобождение с сентября 1943 по сентябрь 1944 г.
За свои действия во французском Сопротивлении он награждён орденом Освобождения. Позднее стал кавалером Ордена Почётного легиона и получил Военный крест.

## Политическая карьера после войны
После освобождения Франции Франсуа де Ментон стал министром юстиции во Временном правительстве Французской республики, занимая этот пост с 10 сентября 1944 по 8 мая 1945 года. После этого он стал Генеральным прокурором Франции. На этом посту он вел борьбу против коллаборационистов, в частности присутствовал на суде над Филиппом Петеном и другими членами правительства Виши.
Де Голль назначил его Главным обвинителем от Франции на Нюрнбергском процессе. С этого поста он ушёл в январе 1946 года, чтобы заняться активной политикой, а на посту главного обвинителя его сменил Огюст Шампентье де Риб.
Политические убеждения Франсуа де Ментона основывались на гуманистических и христианских принципах. Ментон был один из основателей Народно-республиканского движения. В 1946—1958 годах Ментон был депутатом Национального собрания Франции от департамента Савойя.
С июня 1946 по 16 декабря 1946 года был министром национальной экономики в первом правительстве Жоржа Бидо.
Принимал активное участие в начальных процессах европейской интеграции. Занимал должность президента Парламентской ассамблеи Совета Европы (в то время — Консультативная ассамблея) в 1952—1954 гг.
Его многообещающая политическая карьера была прервана из-за разногласий с де Голлем и он вернулся к работе в Университете Нанси в 1958 году.
В течение 32 лет (с 1945 по 1977 год) он был мэром города Ментон-Сен-Бернар и председателем ассоциации мэров.
Франсуа де Ментон умер 2 июня 1984 года в возрасте 84 лет в Аннеси, Верхняя Савойя.
У Франсуа де Ментона и его жены Николь было шесть сыновей.